# Intervence (Hvězdná brána: Hluboký vesmír)
Intervence (v anglickém originále Intervention) je 1. epizoda 2. řady americko-kanadského sci-fi seriálu Hvězdná brána: Hluboký vesmír.

## Děj
Poručík Tamara Johansenová se nevysvětlitelně probudí v posteli. Poté, co si prohlédne své okolí, svírá svůj žaludek, protože si pamatuje, že byla postřelena. Nejenom, že tam nemá žádné zranění, ale již není těhotná. Její dítě začíná plakat. Náhle ji vítá Dr. Robert Caine. TJ je zmatená, jelikož ví, že Dr. Caine zůstal na jiné planetě. Caine jí vysvětluje, že mimozemšťané, kteří vytvořili planetu, mohou také dopravit lidi skrze galaxii.
Na Destiny, Eli Wallace dospěje k vzduchovému uzávěru, aby mohl vpustit poručíka Scotta a seržanta Greera zpět do lodi. Nicméně, oni zde nejsou. Eli nahlásí Brodymu a Rushovi, že Scott a Greer to nezvládli. Náhle zazní Scottův hlas ve vysílačce. Scott vysvětluje Rushovi, že by to pravděpodobně nestihli k vzduchovému uzávěru včas. Proto on a Greer namísto toho šli na spodní stranu lodi, kde byli před pulsarem chránění trupem lodi.
Dannic se chystá popravit vojenský personál. Náhle vstoupí Varro a přesvědčí jej, aby nechal zajatce na živu. Komandér Kiva je vážně zraněná, a protože je i TJ zraněná, tak není nikdo, kdo by Kivu vyléčil. Varro navrhuje použít zajatce a zavolat doktory ze Země, aby vyléčili Kivu. Dannic jej varuje, že vězni zemřou, jestli zemře Kiva.
Scott a Greer dojdou k vzduchovému uzávěru a Eli je vpustí dovnitř. Přichází Chloe Armstrongová. Eli zkontroluje její zranění. Krvácení se zastavilo. Chloe se ptá co zamýšlejí dělat.
Varro má Camile Wrayovou, Dr. Volkera a dva další zajatce, kteří použijí dálkové komunikační zařízení a zavolají doktory pro léčbu zraněných. Po navázání spojení je Varro vede k ošetřovně.
FTL pohon je opraven a štíty mají dostatečný výkon, aby chránily motory během skoku. Spustí se odpočet. Brody si myslí, že je to dobré, jelikož záření pulsaru je smrtelné, ale Rush si myslí něco jiného. Mezitím se Scott a Greer rozhodnou jít na průzkum. Posílají Chloe a Eliho za Brodym a Rushem.
Na ošetřovně se Varro ptá na stav plukovníka Telforda a chce s ním mluvit. Kulka prošla přímo skrz, takže se uzdraví, ačkoli se ještě neprobral. Kiva je však na tom podstatně hůře. Kulka jí zůstala v játrech a pravděpodobně nepřežije. Varro doporučuje, aby udělali co mohou a Kivu zachránili. Jeho další dotaz je na TJ. TJ je také vážně zraněna; její dítě je ještě naživu, ale jeho srdce je velmi slabé. Budou muset odstranit dítě, aby TJ zachránili, ale pak nemohou garantovat přežití dítěte.
Varro vstoupí do místnosti s bránou a ptá se Ginn na hlášení. Ginn informuje Varra, že loď skočí asi za 30 minut. Dr. Brightmanová v tělě Wrayové oznamuje vysílačkou, že Kiva je mrtvá.
Mezitím se Scott a Greer přiblíží k pozici vojáků Alliance. Ačkoli Telford nepřevedl lodní systémy zpět úplně, mají Brody s Rushem kontrolu nad výkonovými systémy. Rush odvede energii ze štítů. Když se Eli ptá na moudrost tohoto kroku, Rush vysvětluje, že to musí udělat, aby vyřadil FTL. Právě teď, pulsar vyrovnává skóre, obě strany jsou ve stejném ohrožení. Bez štítů se bude Alliance muset dohodnout, jestli chtějí přežít.
Dannic je připravený zabít zajatce, když je Kiva mrtvá, ale Varro argumentuje, že původní plán byl zadržet některé z vědců a vysadit zbytek posádky na obyvatelnou planetu. Simeon poukáže na to, že smrt Kivy nebyla součástí plánu. Varro přikazuje Ginn, aby našla planety v dosahu brány. Varro nechá zkontrolovat jedinou nalezenou planetu jestli je obyvatelná. Aliance si nechá nějaké doktory včetně TJ, protože mají ještě raněné lidi. Simeon se ptá na Rushe a ostatní, kteří chybí. Varro říká, že je pátrací čety najdou. Scott a Greer sledují celou konverzaci skrze Kino.
Dana a Peter vstoupí do srubu, aby si prohlédli dítě TJ. Caine pozve TJ na procházku.
Telford se probudí na ošetřovně a vítá jej Simeon. Telford se ptá na Kivu a je mu sděleno, že je mrtvá. Simeon vyslýchá Telforda o okolnostech za jakých byli s Kivou napadeni ze zálohy. Telford tvrdí, že útočníky neviděl, třebaže, jak Simeon podotkl, byl zastřelen zepředu. Telford tvrdí, že tam byla tma a on byl zastřelen v momentě, kdy se otočil po prvním výstřelu. Simeon poté vysvětluje Telfordovi situaci na lodi.
Varro informuje Younga o plánu odeslat expedici na planetu. Young ví, že nemohou určit obyvatelnost v tak krátkém čase. Varro poznamená, že Young nemá na výběr a popírá tvrzení, že by to byl rozsudek smrti. Zajatci jsou posláni skrze Hvězdnou bránu. Young odchází jako poslední. Ocitnou se na skalnaté planetě, na které se právě blíží bouře. Musejí najít úkryt.
Eli si dělá starosti o Scotta a Greera. Rush slyší někoho přicházet a předpokládá, že to jsou oni. Ukazuje se, že to jsou dva vojáci Alliance. Dannic jim nařizuje, aby přivedli Rushe k výslechu a ostatní zabili. Předtím, než to vojáci mohou uskutečnit, je Scott a Greer zneškodní.
V místnosti s bránou si Ginn všimne, že pohon FTL se opět zastavil. Dannic jí nařizuje ať to opraví, ale Ginn to nedokáže. Dainnic jí začíná dusit, ale vstoupí Varro a přiměje ho jí nechat. Rush vysvětluje vysílačkou co udělal a nařizuje Dannicovi, aby se vzdal. Dannic ihned poznamená, že by všichni zemřeli, ale Rush chladně odpoví, že radši by všechny zabil, než nechal Dannicovi loď. Varro se znovu pokouší domluvit s Dannicem, ale Dannic ztratil trpělivost. Namíří na Varra zbraň a obviňuje ho z nynější situace.
Scott říká skupině co se stalo posádce. Brody vysvětluje, že určité sekce lodi jsou lépe chráněné než ostatní, například hydroponická laboratoř. Scott s Greerem se rozhodnou zachránit zbývající zajatce na lodi a posílá ostatní do hydroponické laboratoře.
Na planetě, poručík Vanessa Jamesová lokalizovala systém jeskyní, které mohou poskytnout úkryt. Předtím, než odejdou se aktivuje brána. Varro a malá skupina jemu loajálních vojáků Aliance projde bránou. Varro vysvětluje situaci Youngovi. Varro tvrdí, že on a jeho lidi jsou v této pozici, protože se Younga zastal, když ho chtěl Dannic zabít.
Scott a Greer dorazí na ošetřovnu, kde najdou Wrayovou, nyní zpět ve svém těle, protože Dannic přerušil spojení. Greer objeví TJ na jednom z lůžek. Wrayová vysvětluje, že TJ byla postřelena, ale uzdraví se.
Caine ukazuje TJ zářivou mlhovinu na obloze. Poté říká TJ, že její dítě může zůstat, ale ona se bude muset vrátit na Destiny. TJ běží zpět do srubu za svým dítětem. Odmítá odejít bez něj. Caine jí ujišťuje, že o dítě bude dobře postaráno.
Scott, Greer a Wrayová se pokusí úkrýt v hydroponii i s TJ, ale jsou napadeni vojáky Alliance.
Dannic chce vědět, jestli se podaří obnovit štíty, ale Rushovu sabotáž se jím nepodaří zrušit. Ginn informuje Dannica, že štíty selžou při dalším záblesku pulsaru asi za 5 minut. Telford se pokouší přesvědčit Dannica, aby se vzdal. Dannic se pokouší Telforda zabít, ale Ginn Dannica zastřelí a souhlasí s Rushovými požadavky.
TJ se probouzí na Destiny. Ptá se Wrayové jak dlouho byla pryč, ale je informována, že nikdy neopustila loď. Její dítě je mrtvé. TJ nic neříká.
Posádka se vrací z planety zpět na loď. Zbývající vojáci Alliance jsou zamčeni v místnosti. Scott informuje Younga o smrti dítěte TJ. S obnovenými štíty skáče loď do FTL. Brody a Volker obsadí řídící centrum. Náhle loď vyskočí z FTL. Brody vysvětluje, že skok byl rychlý kvůli útoku Alliance; loď směřovala právě sem a tak zbývající cesta byla krátká. Destiny je mimo dosah záření. TJ vstává a jde na pozorovací palubu. Skrze okno vidí mlhovinu, kterou viděla na planetě. TJ se usmívá.